# Реакція Чічібабіна
Реа́кція Чічіба́біна (англ. Tchitchibabin reaction) — реакція α-амінування (у відношенні до піридинового атома N) азаароматичних сполук (піридин, бензімідазол, ізохінолін та ін.) дією амідів лужних металів у рідкому амоніаку або в ароматичних діалкіламінах.
Реакцію названо на по імені Олексія Євгеновича Чичиба́біна.